# 扇森稲荷神社
扇森稲荷神社（おうぎもりいなりじんじゃ）は、大分県竹田市大字拝田原字桜瀬（旧豊後国直入郡桜瀬村、拝田原村桜瀬）に鎮座する神社。「狐頭（こうとう）様」と通称される。
九州三大稲荷の一つで、日本十大稲荷にも数えられる場合がある。毎年初詣には数万人単位の参拝者が訪れる。

## 祭神
保食大神（うけもちのおおかみ）、猿田彦神、大宮女命（おおみやのめのみこと）を主祭神に、菅原神、高龗神を配祀する。
商売繁盛（事業繁盛、五穀豊穣、漁業大漁）や家内安全、交通安全、学業成就の神として信仰を集める。

## 由緒
岡藩藩士が白狐の頭を埋めて以来狐頭原と呼ばれるようになった地に、元和2年（1616年）岡藩主中川久盛が稲荷神を勧請して創祀された。近隣から古墳時代（5世紀末）の古墳（扇森山横穴墓と稲荷山横穴墓）が発掘され、このうち扇森山横穴墓からは短甲が出土しているので、これら古墳群に対する何らかの信仰の地であったことが推測される。また、拝殿の裏側にある金比羅峠から阿蘇山や祖母山といった霊峰が一望でき、この金比羅峠がかつての神体であったという説もある。
天保年間（1830年 - 1843年）、江戸屋敷にいた岡藩第12代藩主中川久昭の夢に稲荷狐頭源大夫と名乗る神霊が現れ、「翌日の江戸城への登城は危険なので気をつけるように」との予言を授けた。久昭は翌日の登城中、実際に暴漢に襲われたが、この夢告により難を逃れることができたため、神徳に謝して社殿を寄進、「扇の森」との社号を贈った。これにより当社は扇森稲荷神社と称するようになった。ただし、それ以降も「こうとうさま」と呼ばれることが一般的である。
1883年（明治16年）に火災により焼失したが、程なく復興した。

## 祭礼
例祭は初午（はつうま）大祭と呼び、例年旧暦の2月初午の日に斎行する。

## 宮司
- 相馬久則

## その他
境内へは100段の石段を登るが、石段の右手に狭い山道（裏参道）もある。

## 交通
- 九州旅客鉄道（JR九州）豊肥本線玉来駅から北へ1.3 km
- 特急バス
  - 大分市から熊本市を結ぶ特急バスやまびこ号「玉来」停留所下車
- 自動車
  - 大分市から約60分、熊本県阿蘇市から約40分、熊本市から約90分、宮崎県高千穂町から約60分、福岡市から約180分。大分自動車道大分光吉インターチェンジから国道442号を経由して約60分。大型店舗が立ち並ぶ竹田市の中心商業地域である玉来の国道57号から高さ17メートルの鳥居が確認できる。